# Eumichtis jucunda
Eumichtis jucunda är en fjärilsart som beskrevs av Jones 1908. Eumichtis jucunda ingår i släktet Eumichtis och familjen nattflyn. Inga underarter finns listade i Catalogue of Life.